# Mediävistisches Institut der Universität Freiburg (Schweiz)

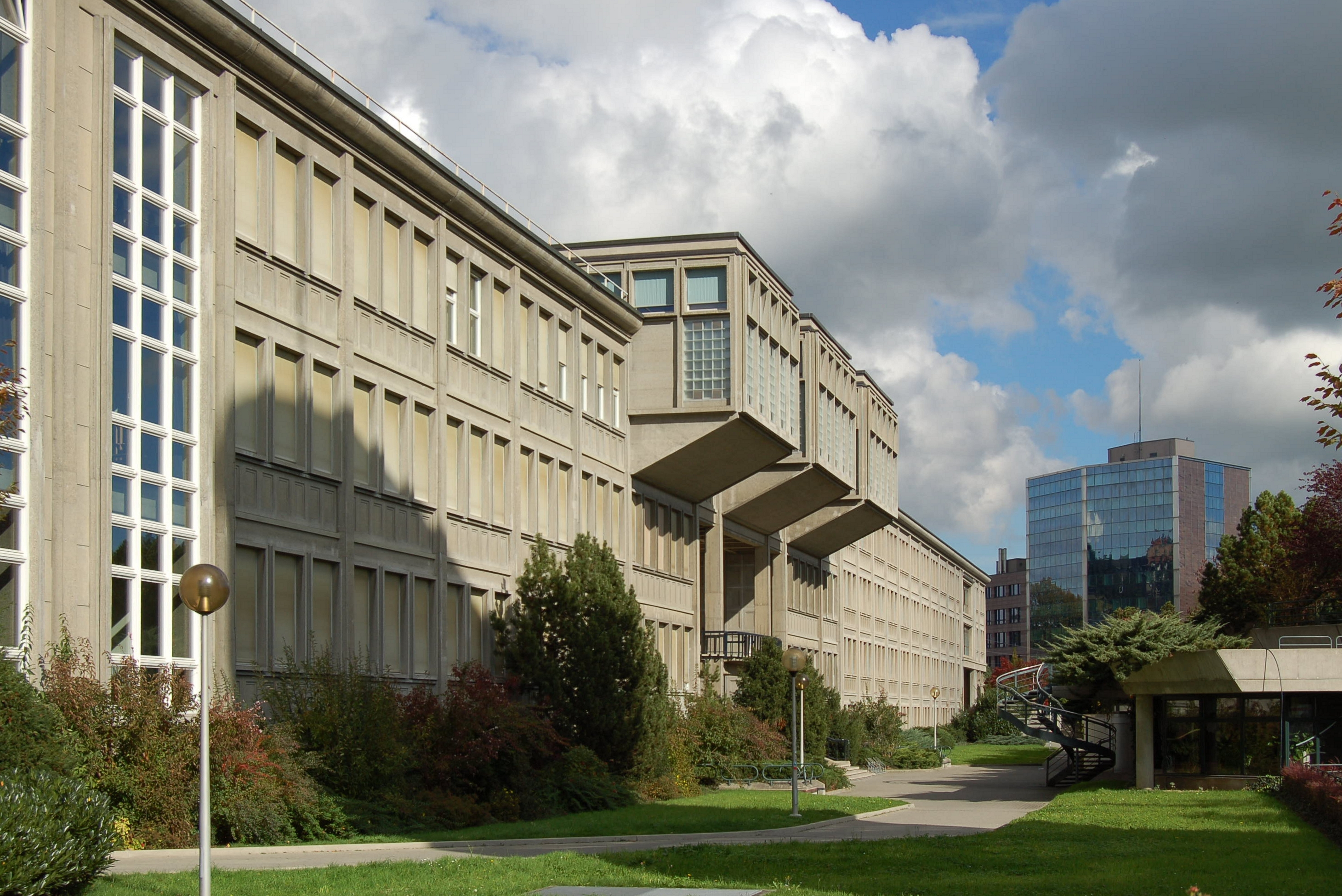
Sitz des Instituts, Hauptgebäude Miséricorde, Universität Freiburg Schweiz

Das Mediävistische Institut der Universität Freiburg (Schweiz) koordiniert die wissenschaftliche Lehre und Forschung auf dem Gebiet der Geschichte und Kultur des Mittelalters und fördert Austausch und Zusammenarbeit unter den an der Erforschung des Mittelalters beteiligten Lehrenden, Studierenden und Graduierten. Es unterhält Beziehungen zu verwandten Institutionen des In- und Auslands. Das Mediävistische Institut umfasst die Bereiche Mittelalterliche Geschichte, Philosophie und Kunstgeschichte, die germanischen und romanischen Sprachen und Literaturen des Mittelalters (Deutsch, Englisch, Französisch, Italienisch, Provenzalisch und Spanisch), Rechtsgeschichte, Klassische Philologie und Glaubens- und Religionswissenschaft. Die Fächer werden teils französisch, teils deutsch, teils zweisprachig angeboten; Sprachen und Literaturen ausschließlich in der Sprache ihres Gegenstands.

## Geschichte
Am 1. Juni 1965 wurde die Feldpausch-de Boer-Stiftung für das Mediävistische Institut ins Leben gerufen, deren einziges Ziel die Gründung und Förderung des Mediävistischen Instituts an der Universität Freiburg Schweiz als unabhängiges Ausbildungs- und Forschungsinstitut mit von der Fakultät genehmigten Statuten war. Somit wurde es zu einem der ersten Institute für Mittelalterforschung in Europa und zum ersten überhaupt im deutschsprachigen Raum und auch in der Schweiz. Gründungszweck war laut Gründungsstatuten, „Studierende, die sich über den normalen akademischen Studiengang hinaus eingehenderen historischen Studien widmen wollen, mit der wissenschaftlichen Arbeit an den Quellen und Denkmälern des Mittelalters im weitesten Umfang vertraut zu machen“. Darüber hinaus bezweckt es heute allgemein, als zweisprachige interdisziplinäre Einrichtung der Philosophischen Fakultät, „die Lehre und die Forschung auf dem Gebiet der Geschichte und der Kultur des Mittelalters zu fördern und zu koordinieren“, insbesondere auch Forschungsaufgaben, die sich aus der kulturellen, historischen und geographischen Situation der Schweiz und vor allem Freiburgs ergeben. Gründer waren die drei Professoren Heinrich Schmidinger (Geschichte, 1. Direktor), Alfred A. Schmid (Kunstgeschichte) und Pascal Ladner (Historische Hilfswissenschaften). Von Anfang an verfügte das Institut über eine eigene Koordinationsstelle. 1976 hatte Peter Rück diese inne, in den 1980er und frühen 1990er Jahren bekleidete sie Ernst Tremp. Von 1975 bis 1978 war das Institut an der Rue Saint-Michel 14 angesiedelt, danach zog es in den Neubau des Campus Miséricorde um, wo es noch heute seine Räumlichkeiten hat. Seit Beginn besitzt das Institut auch eine eigene Fachbibliothek, die kontinuierlich ausgebaut wurde.
Seit den 1990er Jahren wuchs das Institut beständig, was die Fächerbeteiligung anbelangt, und verstärkte auch seine Aktivitäten. So wurde die Publikationsreihe „Scrinium Friburgense“ wiederbelebt (s. unten), die sich nach den ersten Publikationen von Disserationsschriften in den frühen 1970er Jahren auf die Herausgabe des „Corpus Inscriptionum Medii Aevi Helvetiae“ beschränkt hatte. Zudem wurde eine neue germanistische Veranstaltungs- und Publikationsreihe begründet (Wolfang Stammler-Gastprofessur, s. unten). Seit dem Beginn der 2000er Jahre kam ein alle zwei Jahre veranstalteter Graduiertenkurs hinzu, der seit einigen Jahren in Zusammenarbeit mit dem Doktoratsprogramm Mediävistik der CUSO organisiert wird. Seit 1997 unterhält das Mediävistische Institut eine Website, und seit 2001 gibt es einen jährlichen Bericht über seine Aktivitäten heraus. 2003 kam es zu einer Umstrukturierung infolge derer die vorher Lehre und administrative Aufgaben umfassende Koordinationsstelle zu einer eigenständigen Geschäftsführerstelle wurde und eine zusätzliche Sekretariatsstelle geschaffen wurde. Somit verfügt das Institut, im Gegensatz zu den meisten akademischen Instituten, über eine eigene fixe Struktur, welche es ihm erlaubt seine Aufgaben auch über die freiwillige Mitarbeit der Professoren hinaus zu erfüllen.
Mitglieder waren u. a. Ruedi Imbach (Mittelalterliche Philosophie und Ontologie), Peter Kurmann (Mittelalterliche Kunstgeschichte), Eckart Conrad Lutz (Germanistische Mediävistik), Carl Pfaff (Geschichte) oder Jean-Michel Spieser (Frühchristliche und byzantinische Archäologie und Kunst). Heute sind es u. a. Michele Bacci (Mittelalterliche Kunstgeschichte), Paolo Borsa (Italienische Philologie, Direktor), Hugo Oscar Bizzarri (Spanische Philologie), Elisabeth Dutton (Englische Philologie), Cornelia Herberichs (Germanistische Mediävistik), Yves Mausen (Rechtsgeschichte), Olivier Richard (Geschichte des Mittelalters), Karin Schlapbach (Klassische Philologie), Kristell Trego (Philosophie) oder Marion Uhlig (Französische Philologie).

## Forschung

### Zentrum für Handschriftenforschung
Das „Zentrum für Handschriftenforschung – Universität Freiburg“ wurde 2022 gegründet. Es gehört dem Mediävistischen Institut als Organisationseinheit an und fördert die wissenschaftliche Erschliessung und Aufarbeitung mittelalterlicher, je nach Kontext auch antiker und neuzeitlicher Handschriften. Das Zentrum engagiert sich insbesondere für die Erforschung der Bestände von Schweizer Handschriftensammlungen. Zu den Aktivitäten des Forschungszentrums zählen unter anderem die Organisation von Weiterbildungsangeboten, die Lancierung und Unterstützung von Forschungs- und Ausbildungsprojekten, die Vernetzung der Schweizer Handschriftenforschung im Inland sowie mit ausländischen Institutionen und Projekten. Für diese Zwecke arbeitet es mit diversen Schweizer und ausländischen Handschriftensammlungen zusammen.
Die Plattformen e-codices und Fragmentarium (s. Weblinks unten) sind am Zentrum für Handschriftenforschung angesiedelt. Dieses zeichnet ebenfalls verantwortlich für die Veröffentlichung der digitalen open-access Zeitschrift „Fragmentology“ (s. Weblink unten). Somit ist es weltweit führend auf dem Spezialgebiet der digitalen Fragmentologie.

### Publikationen

#### Scrinium Friburgense
Das Mediävistische Institut führt eine Publikationsreihe: „Scrinium Friburgense“. Sie wurde 1971 ins Leben gerufen und veröffentlichte als ersten Band die Dissertationsschrift von Walter Lendi zu den Murbacher Annalen mit einer Edition. In diesen Tagen erscheint der 60. Band. Nachdem die Bücher lange beim Walter de Gruyter Verlag Berlin/München/New York/Boston erschienen, werden sie seit 2017 beim Reichert Verlag Wiesbaden veröffentlicht.
Die Reihe stellt ein Forum für interdisziplinäre Forschungen zur Mediävistik dar. Ihr Anspruch ist es, das Verständnis der Literatur, Philosophie, Geschichte und Kunst des Mittelalters durch Forschungsbeiträge zu fördern. Die Reihe steht institutsfremden Manuskripten zu Problemen der Mittelalterforschung, die dem Reihenprofil entsprechen, offen. Neben mediävistischen Qualifikationsschriften und fächerverbindenden und fachspezifischen Monographien aus allen im Institut vertretenen mediävistischen Disziplinen, werden seit 1994 auch die Tagungsakten der in zweijährigem Rhythmus abgehaltenen und interdisziplinär ausgerichteten „Freiburger Colloquien“ in dieser Reihe publiziert. „Scrinium Friburgense“ umfasst Arbeiten, die sich durch Anbindung an bewährte Forschungstraditionen, Pluralität der Methoden, Innovation der Fragestellungen und transdisziplinäres methodisches Vorgehen auszeichnen. Rezensiert wurden die Arbeiten in renommierten Fachzeitschriften wie u. a. in „Le Moyen Âge“ oder „Speculum“ der „Medieval Academy of America“.

#### Freiburger Gastprofessur für Germanistische Mediävistik
Die Freiburger Gastprofessur für Germanistische Mediävistik an der Universität Freiburg, Schweiz (ehemals Wolfgang Stammler-Gastprofessur), umfasst einen öffentlichen Vortrag und ein Blockseminar zur europäischen Literatur und Kultur des Mittelalters in germanistischer und komparatistischer Perspektive. Die Veranstaltungen fügen sich ein in die Arbeit des Mediävistischen Institutes der Universität Freiburg, das deshalb die öffentlichen Vorträge der Gastprofessoren in dieser Reihe herausgibt. Zuletzt waren Hans-Jochen Schiewer (Freiburg i.Br.), Marina Münkler (Dresden), Bernd Bastert (Bochum), Claudia Lauer (Bonn), Michael Waltenberger (München) und Ricarda Bauschke (Düsseldorf) in dieser Funktion eingeladen.

### Forschungsprojekte
Das Institut dient als Plattform für die Vernetzung von Forschungsprojekten Freiburger Mediävisten, die einen interdisziplinäreren Ansatz verfolgen. Die Bandbreite dieser Projekte reicht aktuell von kunstgeschichtlichen Projekten zu „Heiligen Netzwerken“ bei denen ein Korpus von 400 heiligen Orten in Palästina untersucht wird über romanistische Forschungen über „Mittelalterliche Metalepsen“ bis hin zu dem Projekt „Women, Martyrdom, and Religious Drama in the Abrahamic Traditions“ (s. Weblink unten), das die dramatischen Traditionen des Judentums, des Christentums und des schiitischen Islams auf vergleichende Weise untersucht. Der Großteil der 2025 laufenden Projekte wird insgesamt für über 8.500.000 CHF vom Schweizerischen Nationalfonds unterstützt.

## Veranstaltungen des Instituts
Neben internationalen Tagungen, Gastvorträgen und Blockseminaren, die von Mitgliedern des Instituts veranstaltet werden, organisiert das Mediävistische Institut regelmäßig in zweijährigem Rhythmus das „Freiburger Collloquium“, eine internationale Tagung interdisziplinären Zuschnitts bei der Forschende und Spezialisten sich mit mediävistischen Forschungsthemen aus inter- und transdisziplinärer Perspektive beschäftigen. Die Tagungsakten werden jeweils in der institutseigenen Reihe „Scrinium Friburgense“ publiziert.
Abwechselnd dazu wird ebenfalls im zweijährigen Rhythmus ein Graduiertenkurs unter Beteiligung von internationalen Spezialisten durchgeführt. Die angebotenen Kurse sollen es den Doktorierenden ermöglichen, ihre Arbeitskenntnisse als Mediävisten zu erweitern und sich Kompetenzen bei der Erarbeitung ihrer Doktorarbeit zu erwerben. Die Thematik lädt jeweils zu einer Zusammenarbeit verschiedener Disziplinen ein, die sich mit dem Mittelalter beschäftigen.
Die „Freiburger Gastprofessur für Germanistische Mediävistik“ an der Universität Freiburg/Schweiz, umfasst einen öffentlichen Vortrag und ein Blockseminar zur europäischen Literatur und Kultur des Mittelalters in germanistischer und komparatistischer Perspektive und wird einmal jährlich besetzt. Der öffentliche Vortrag findet jeweils als Abendvortrag im Skulpturensaal des Museum für Kunst und Geschichte Freiburg mit passender musikalischer Begleitung statt.
Das kontinuierlich stattfindende „Mediävistische Colloquium“ unterscheidet sich von fachspezifischen Doktorandenkolloquien, da es interdisziplinär konzipiert ist und von Mittelbauvertretern in Zusammenarbeit mit dem „Mediävistischen Institut“ organisiert wird. Es bietet die Möglichkeit für Doktoranden, Habilitierende, aber auch fortgeschrittene Studierende, Teile ihrer Arbeit mit Mitstudierenden und Professoren aus verschiedenen Fachgebieten zu diskutieren.
Einmal jährlich findet ein Blockkurs für byzantinische Studien statt, zu dem jeweils eine Spezialistin oder ein Spezialist aus dem Ausland eingeladen wird. Über die Veranstaltungen des Mediävistischen Instituts unterrichtet ein zwei Mal jährlich publizierter Newsletter sowie darüber hinaus über alle mediävistischen Veranstaltungen in der Schweiz ein während des Semesters wöchentlich verschickter „Mediävistischer Kalender der Schweiz“. Ausserdem werden die Aktivitäten des Instituts und seiner Mitglieder in einem Jahresbericht festgehalten, der auch auf der Website des Instituts zugänglich ist.

## Kooperationen
Das Mediävistische Institut ist Mitglied in verschiedenen Institutionen, die sich mit dem Studium der mittelalterlichen Kultur auseinandersetzen, so z. B. dem deutschen Mediävistenverband, der FIDEM (Fédération Internationale des Instituts d’Études Mediévales), der Gesellschaft für Schweizerische Kunstgeschichte, der Schweizerischen Gesellschaft für Geschichte und dem Doktoratsprogramm Mediävistik der CUSO; zudem ist es eng vernetzt mit den Mittelalterzentren der Schweiz und mit einigen internationalen Zentren, wie z. B. dem Center for Medieval Visual Cultures and Research Communication der Masaryk Universität in Brünn (Tschechien) oder dem Centre for Medieval Literature der Universitäten in Odense (Dänemark) und York (England), wo es an der Leitung der digitalen open-access Zeitschrift „Interfaces“ (s. Weblink unten) beteiligt ist. Mit der Society of Cypriot Studies besteht seit 2015 ein Kooperationsabkommen.